# Jack T. Collis
Jack T. Collis (12 janvier 1923 - 1er février 1998) est un directeur artistique américain. Il a été nommé pour un Oscar dans la catégorie Meilleure Direction artistique pour le film Le Dernier Nabab (The Last Tycoon) d'Elia Kazan,.

## Biographie
Après avoir étudié l'architecture à l'université du Sud de la Californie, il a commencé sa carrière comme décorateur à la Metro-Goldwyn-Mayer.

## Filmographie partielle
- 1956 : Hot Cars de Don McDougall
- 1957 : La Fille aux bas noirs (The Girl in Black Stockings) de Howard W. Koch
- 1957 : Voodoo Island de Reginald Le Borg
- 1958 : Frankenstein contre l'homme invisible (Frankenstein 1970) de Howard W. Koch
- 1959 : L'Île des femmes perdues (Island of Lost Women) de Frank Tuttle
- 1973 : Sauvez le tigre (Save the Tiger) de John G. Avildsen
- 1976 : Le Dernier Nabab (The Last Tycoon) de Elia Kazan
- 1979 : Un vrai schnock (The Jerk) de Carl Reiner
- 1981 : Les Quatre Saisons (The Four Seasons) de Alan Alda
- 1987 : Running Man (The Running Man) de Paul Michael Glaser
- 1989 : Un flic à Chicago (Next of Kin) de John Irvin
- 1991 : Le Vol de l'Intruder (Flight of the Intruder) de John Milius